# Ми-171
Ми-171 — советский/российский гражданский транспортный вертолёт, разработанный ОКБ М. Л. Миля, модификация вертолёта Ми-8 (Ми-17) — Ми-8АМТ (экспортный вариант называется Ми-171Е).
Военная модификация вертолёта Ми-8АМТШ (Ми-171Ш, «Ш» — штурмовой) принята на вооружение в 2009 году.

## Производство
Вертолёты типа Ми-8/17 производятся на Улан-Удэнском авиационном заводе и Казанском вертолётном заводе холдинга «Вертолёты России».
По состоянию на 2014 г. произведено более 12 тысяч Ми-8 и его модификаций, что является рекордным показателем в мире среди двухдвигательных вертолётов. Они были поставлены более чем в 100 стран мира, их общий налёт превышает 100 миллионов часов.
В настоящее время выпускаются следующие модели гражданского назначения типа Ми-8/17: 
Ми-8АМТ, 
Ми-8МТВ-1, 
Ми-171, 
Ми-171А1 и 
Ми-172.

## Модификации
| Название модели                          | Краткие характеристики, отличия |
| ---------------------------------------- | --- |
| Ми-8АМТШ (экспортное название — Ми-171Ш) | Военно-транспортный вариант вертолёта Ми-8АМТ (Ми-171). Назначение: транспортировка и оперативная высадка до 16 десантников, транспортировка до 12 раненых на носилках в сопровождении медперсонала, перевозка грузов до 4000 кг в грузовой кабине, перевозка грузов до 4000 кг на внешней подвеске, высокоэффективное уничтожение живой силы противника, бронетехники, надводных целей, сооружений, укреплённых огневых точек и других подвижных и неподвижных целей, огневая поддержка десанта, сопровождение военных колонн, CSAR (боевые поисково-спасательные операции), разведывательные операции, патрулирование, гражданские операции (поисково-спасательные операции, пожаротушение и так далее). |
| Ми-8АМТШ-В                               | Модернизированная версия военно-транспортного вертолёта Ми-8АМТШ с новыми газотурбинными двигателями «Климов» ВК-2500-03, более мощной вспомогательной силовой установкой ТА-14 и обновлённым комплектом авионики. |
| Ми-8АМТШ-ВА                              | Военно-транспортный вертолёт для эксплуатации в сложных метеоусловиях арктической зоны и Крайнего Севера. Разрабатывается с учётом специфики применения в условиях низких температур, ограниченной видимости при выполнении полётов, в том числе во время полярной ночи Закупочная стоимость Ми-8АМТШ по госзаказам повысилась с 200 млн руб в 2010 году до 250 млн руб в 2012 году. |
| Ми-171А1                                 | модификация вертолёта Ми-8АМТ соответствующая нормам лётной годности винтокрылых аппаратов США FAR-29. Эксплуатируется бразильской авиакомпанией «Atlas Taxi Aereo». Отличается топливной системой без расходного бака, топливными баками с внутрибаковыми коммуникациями, огненепроницаемыми стальными капотами, двухкамерными бустерами КАУ-80 и улучшенной противопожарной защитой. |
| Ми-171А2                                 | Ранее известный как Ми-171М. Разработан на базе Ми-171А. Машина будет иметь усовершенствованную силовую установку и трансмиссию, усовершенствованный двигатель 2×ГТД Климов ВК-2500ПС-03, новую несущую систему, модернизированный комплекс БРЭО, улучшенные лётно-технические и эксплуатационные характеристики, новую систему эксплуатации и обслуживания. Его максимальная скорость увеличилась до 280 км/ч, но динамический потолок остался прежним. Он будет отличаться уменьшенной стоимостью обслуживания, перевозить на внешней подвеске грузы до 5 тонн, осуществлять полёты при температуре окружающего воздуха от −50 °C до +50 °C и полёты при большей допустимой скорости бокового ветра. Дальность полёта с основными топливными баками увеличена до 800 км. 23 января 2012 года ОКБ Миля приступила к сборке первого прототипа Ми-171А2. В феврале 2012 года вертолёт был представлен на выставке HeliExpo-2012 в США. 24 мая 2018 года холдинг «Вертолёты России» в ходе Международной выставки вертолётной индустрии HeliRussia-2018 (Москва) передал компании «ЮТэйр — Вертолётные услуги» первый серийный вертолёт Ми-171А2 производства Улан-Удэнского авиационного завода, приступивший к коммерческой эксплуатации этого типа 12 февраля 2019 г. По состоянию на 12 февраля 2019 года произведено восемь вертолётов Ми-171А2. |
| Ми-171А3                                 | Модификация вертолета соответствующая стандартам IOGP (Международная ассоциация производителей нефти и газа) и отвечающая повышенным требованиям по обеспечению безопасности полетов над водной поверхностью. |

## Эксплуатанты

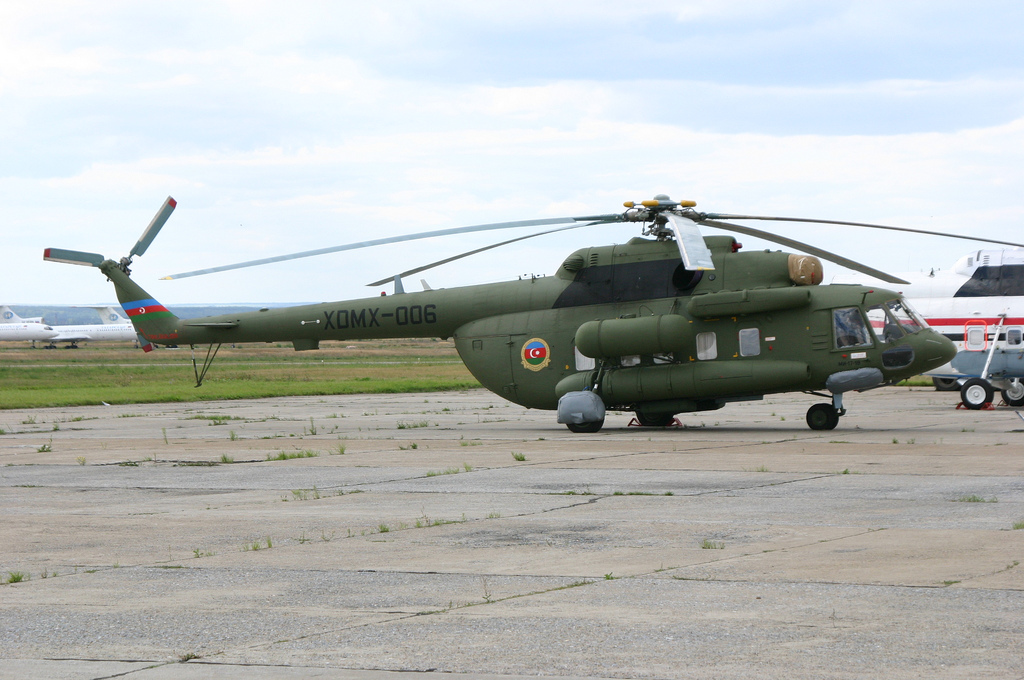
Вертолёт Ми-171 Особой государственной службы охраны Азербайджана

### Военные
- Ангола — 8 Ми-171Ш, по состоянию на 2023 год[14]
- Бангладеш — 14 Ми-171Ш по состоянию на 2023 год[15]
- Вьетнам — 3 Ми-171, по состоянию на 2023 год[16]
- Гана — 4 Ми-171Ш, по состоянию на 2023 год[17]
- Иран — 25 Ми-171, по состоянию на 2023 год[18]
- Ирак — 19 Ми-8/Ми-171Ш, по состоянию на 2023 год[19]
- Казахстан — 6 Ми-171, по состоянию на 2023 год[20]
- Кения — 1 Ми-171Е, по состоянию на 2023 год[21]
- Китай — 25 Ми-17-В7 и 144 Ми-171 по состоянию на 2023 год[22]
- Монголия — 2 Ми-171, по состоянию на 2023 год[23]
- Никарагуа — 2 Ми-171Е, по состоянию на 2023 год[24]
- Нигерия — 1 Ми-171Ш и 2 Ми-171Е, по состоянию на 2023 год[25]
- Пакистан — 2 Ми-171Е, 4 Ми-171, 4 Ми-171Ш и 1 Ми-172 по состоянию на 2023 год[26]
- Перу — 24 Ми-171Ш, по состоянию на 2023 год[27]
- Сенегал — 2 Ми-171Ш, по состоянию на 2023 год[28]
- Судан — 2 Ми-171, по состоянию на 2023 год.[29]
- Таиланд — 4 Ми-17-В5, по состоянию на 2024 год.
- Украина — 2 Ми-171Е, по состоянию на 2024 год, переданы Аргентиной[30]
- Филиппины — 4 Ми-171Ш, по состоянию на 2023 год[31]
- Хорватия — 10 Ми-171Ш, по состоянию на 2023 год[32]
- Чад — 2 Ми-171, по состоянию на 2023 год[33]
- Чехия — 16 Ми-171Ш, по состоянию на 2023 год[34]
- Шри-Ланка — 4 Ми-171Ш, по состоянию на 2023 год[35]
- Эквадор — 2 Ми-171Е, по состоянию на 2023 год[36]

### Бывшие эксплуатанты
- Аргентина — 2 Ми-171Е, по состоянию на 2023 год[37], переданы Украине[30]

## Эксплуатация
В Сирии: 

## Аварии и катастрофы
- 9 января 2009 года
- Катастрофа Ми-171 под Воркутой 19 декабря 2009 года Ми-171 (бортовой номер RA-22468) Ухтинского филиала ООО Авиапредприятие «Газпромавиа», на борту которого находились 22 пассажира и три члена экипажа, выполнял рейс по маршруту Бованенково — Воркута. Воздушное судно совершило аварийную посадку в тундре в 700 м от шахты «Воркутинская», не долетев приблизительно 4,5 км до аэропорта Воркута. При жёсткой посадке вертолёта один из пассажиров получил тяжёлые травмы, от которых впоследствии скончался. Кроме того, причинён тяжкий вред здоровью другого пассажира[38][39].
- Вертолёт Ми-171 Азербайджанских ВВС упал в море неподалёку от берега вблизи г. Баку. Все три члена экипажа погибли[40].
- 7 июля 2014 года вертолёт Ми-171 ВВС Вьетнама упал в пригороде Ханоя. На борту находился 21 человек. Из них 16 парашютистов вьетнамских ВВС, два инструктора и три члена экипажа. Погибли 16 человек[41].
- 22 июля 2014 года военный вертолёт Ми-171 разбился в китайской провинции Сычуань. 5 человек пострадали[42].
- 14 марта 2015 года в Сербии разбился военный вертолёт, перевозивший больного младенца из региона Рашка на юге страны для госпитализации в Белград. Вертолёт Ми-171 упал неподалёку от белградского аэропорта Никола Тесла. На борту также находились четыре члена экипажа и два медицинских работника. По предварительной версии, причиной могли стать плохие погодные условия[43].
- В ноябре 2015 года во время учений НАТО Trident Juncture Ми-171Ш чешских ВВС упал с высоты 10 метров и перевернулся на бок. Небольшие ранения получили второй пилот и четыре десантника. По заявлению министра обороны Чехии Мартина Стропницкого технической неисправности у вертолёта не было[44].
- 28 марта 2016 военный вертолёт Ми-171 ВВС Алжира потерпел катастрофу в ходе разведывательного вылета, погибли 12 военнослужащих[45].
- 19 октября 2016 года военный вертолёт Ми-171 потерпел катастрофу в Ферганской области. Погибли 9 человек (три члена экипажа и 6 военных пассажиров)[46]. По предварительной версии, причиной могли стать плохие погодные условия.
- 3 августа 2018 года пятый опытный образец вертолёта Ми-171А2 совершил неудачную посадку во время тренировочного полёта на Эльбрусе[47]. Вертолёт лёг на бок и получил повреждения, пострадавших в результате жёсткой посадки нет[48].
- 23 января 2023 года военный вертолёт Ми-171 ВВС Алжира потерпел катастрофу, весь экипаж из 3 человек погиб[49].
- 14 августа 2023 года вертолёт Ми-171 ВВС Нигерии потерпел катастрофу, попав под обстрел бандитов[50].
- 7 февраля 2024 года военный вертолёт Ми-171 ВВС Алжира потерпел катастрофу, весь экипаж из 3 человек погиб[51].

## Тактико-технические характеристики
Источник данных: Уголок неба

Технические характеристики
- Экипаж: 3 человека
- Пассажировместимость: 26 человек
- Грузоподъёмность: 4000 кг
- Длина: 18,17 м
- Диаметр несущего винта: 21,29 м
- Высота: 5,65 м
- Масса пустого: 6800 кг
- Нормальная взлётная масса: 11100 кг
- Максимальная взлётная масса: 12000 кг
- Силовая установка: 2 × ТВ3-117 (ВК-2500)
- Мощность двигателей: 2 × 1641 кВт (2014)

Лётные характеристики
- Максимальная скорость: 250 км/ч
- Крейсерская скорость: 225 км/ч
- Практическая дальность: 610 км
- Практический потолок: 5000 м
- Статический потолок: 3900 м

## Сравнение современных гражданских вертолётов КБ Камова и Миля
|                                           | Ка-62                         | Ка-32          | Ми-171/Ми-8АМТ        | Ми-38        |
| ----------------------------------------- | ----------------------------- | -------------- | --------------------- | ------------ |
| Экипаж                                    | 1-2                           | 2              | 3                     | 2            |
| Пассажировместимость (чел)                | 15                            | 13             | 26                    | 30           |
| Грузоподъёмность/ на внешней подвеске, кг | 2 200/2 500                   | 5 000          | 4 000                 | 5 000        |
| Максимальная взлётная масса, кг           | 6 500/6800                    | 11 000         | 12 000                | 15 600       |
| Силовая установка                         | 2 × ТВаД Turboméca Ardiden 3G | 2 × ТВ3-117ВМА | 2 × ТВ3-117 (ВК-2500) | 2 × ТВ7-117В |
| Мощность двигателей, л. с.                | 2 × 1776 (на взлётном режиме) | 2 × 2200       | 2 × 1641 кВт          | 2 × 2800     |
| Крейсерская скорость, км/ч                | 290                           | 240            | 225                   | 260-280      |
| Практическая/перегоночная дальность, км   | 720                           | 800            | 610                   | 820/1350     |
| Статический/Динамический потолок, м       | 3200/6100                     | 3500/6000      | 3900/5000             | 5250/6300    |

## Галерея
Ми-8АМТ (Ми-171) на МАКС:

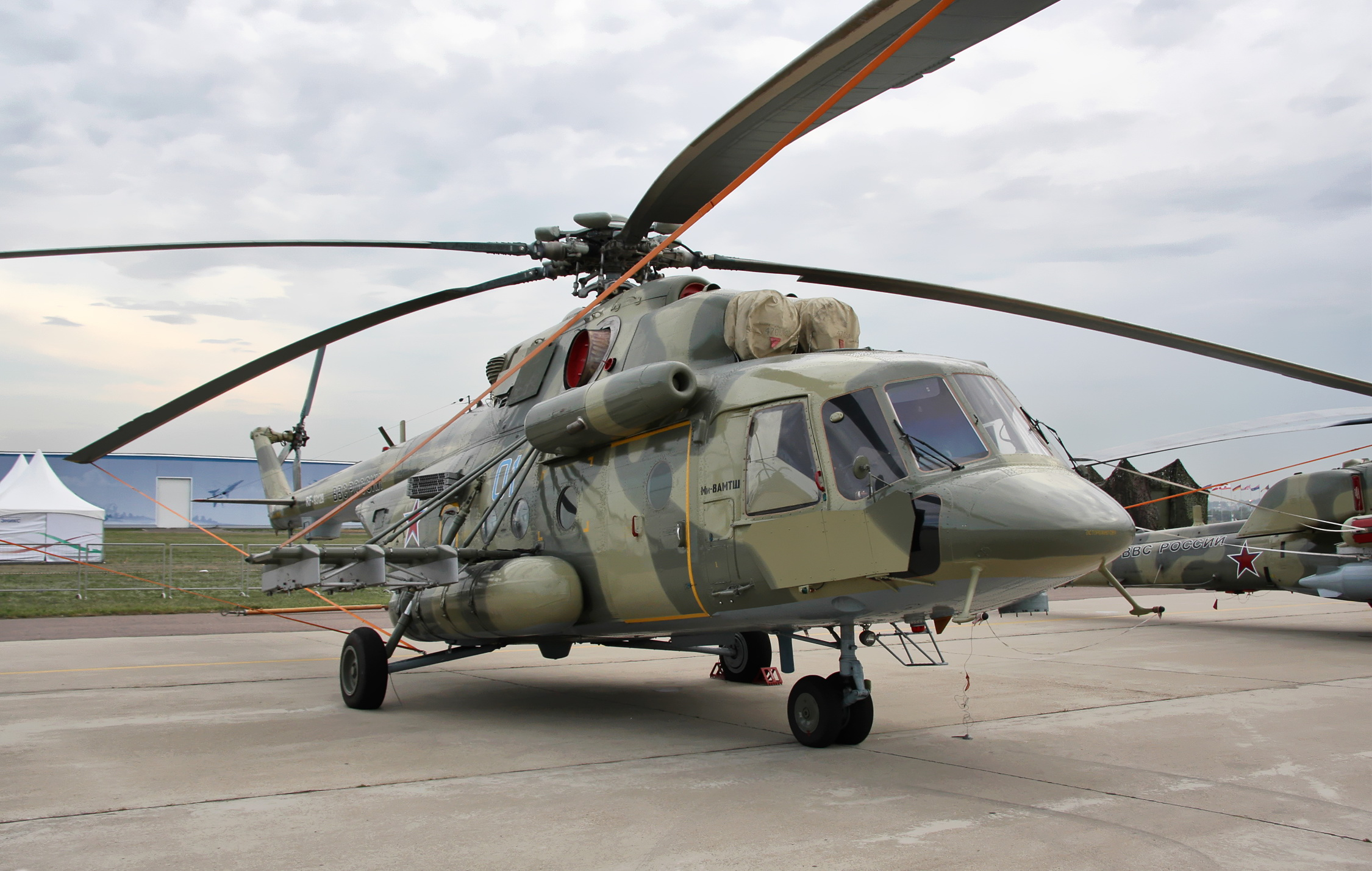
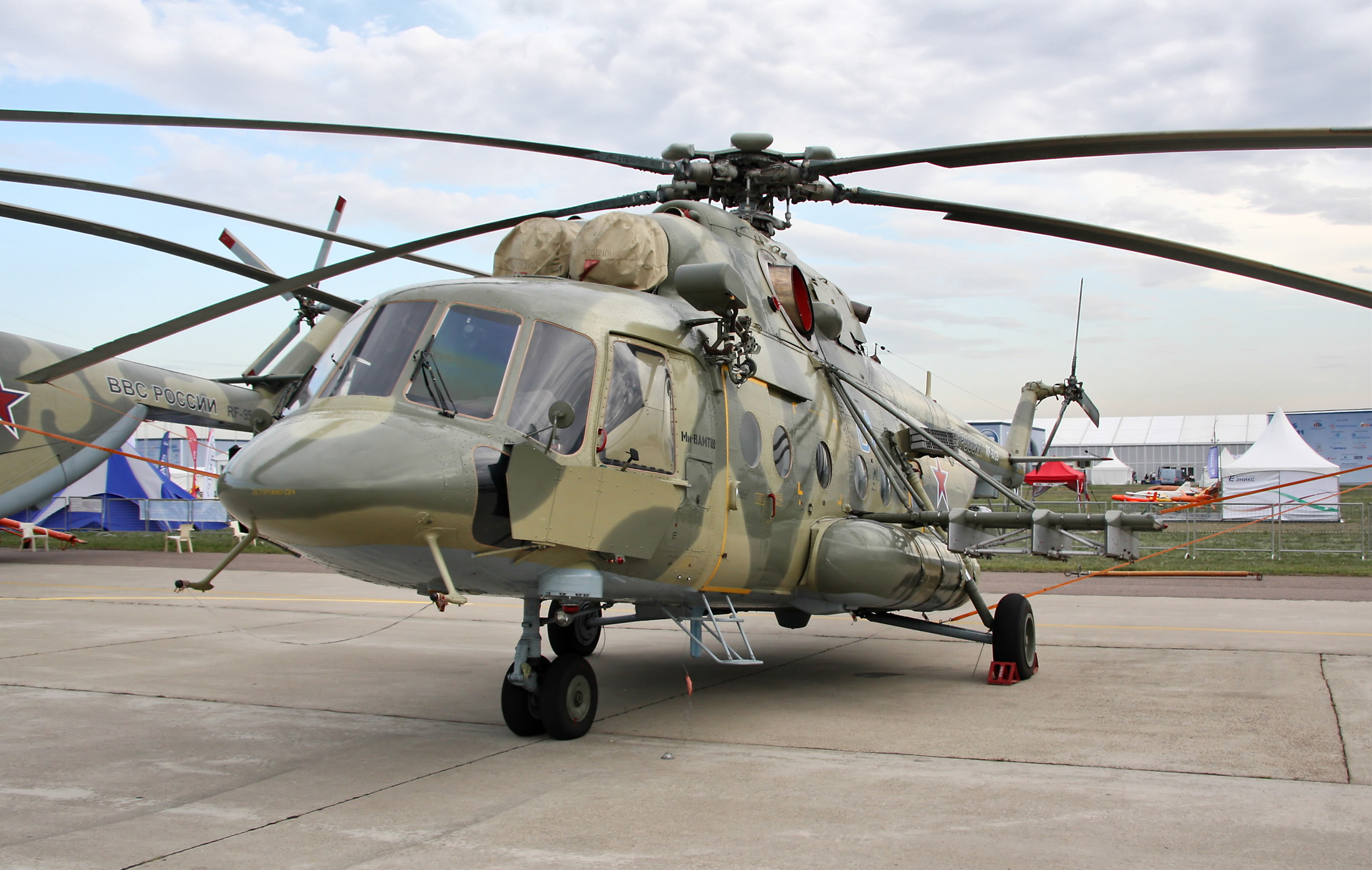
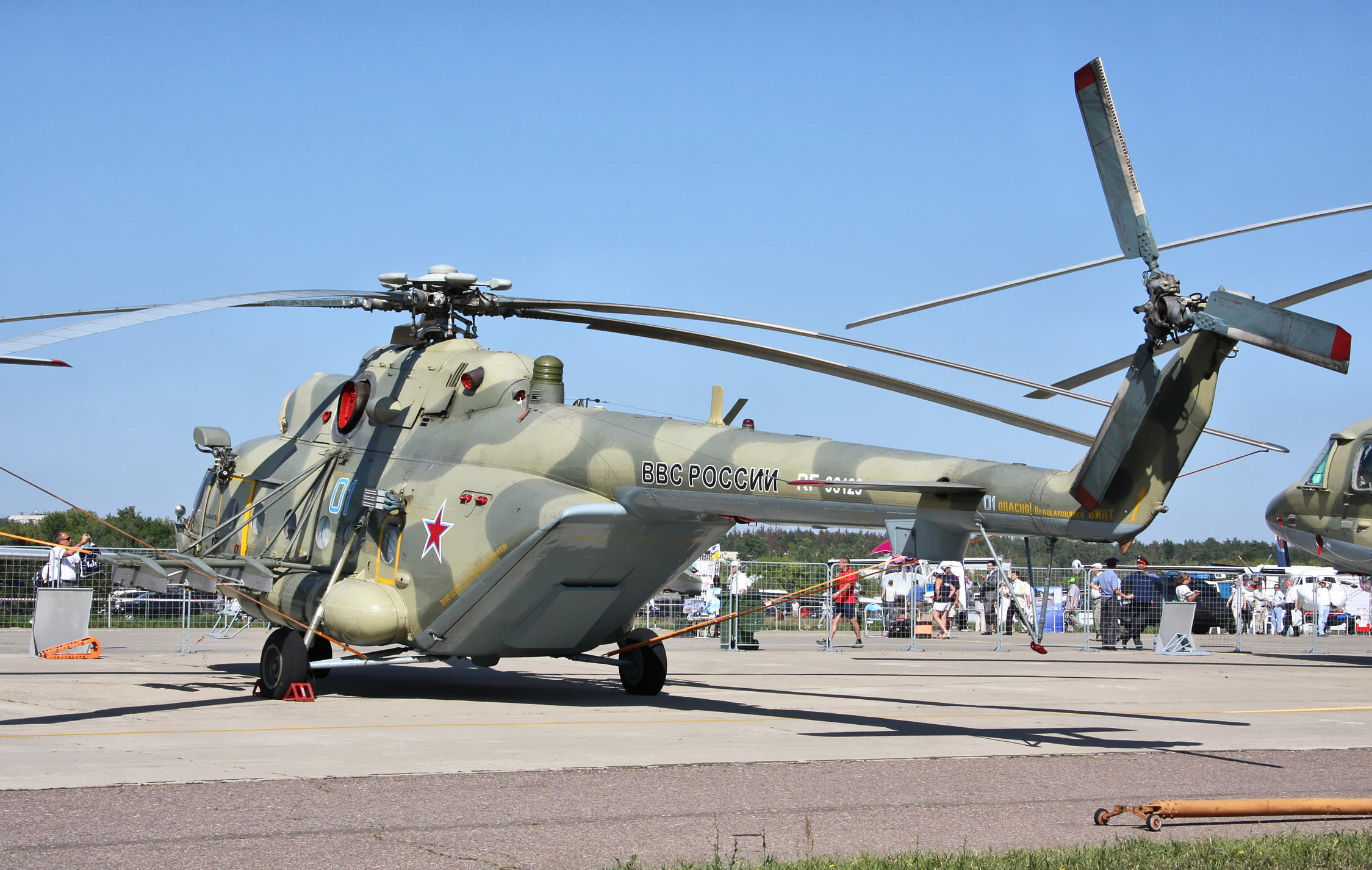
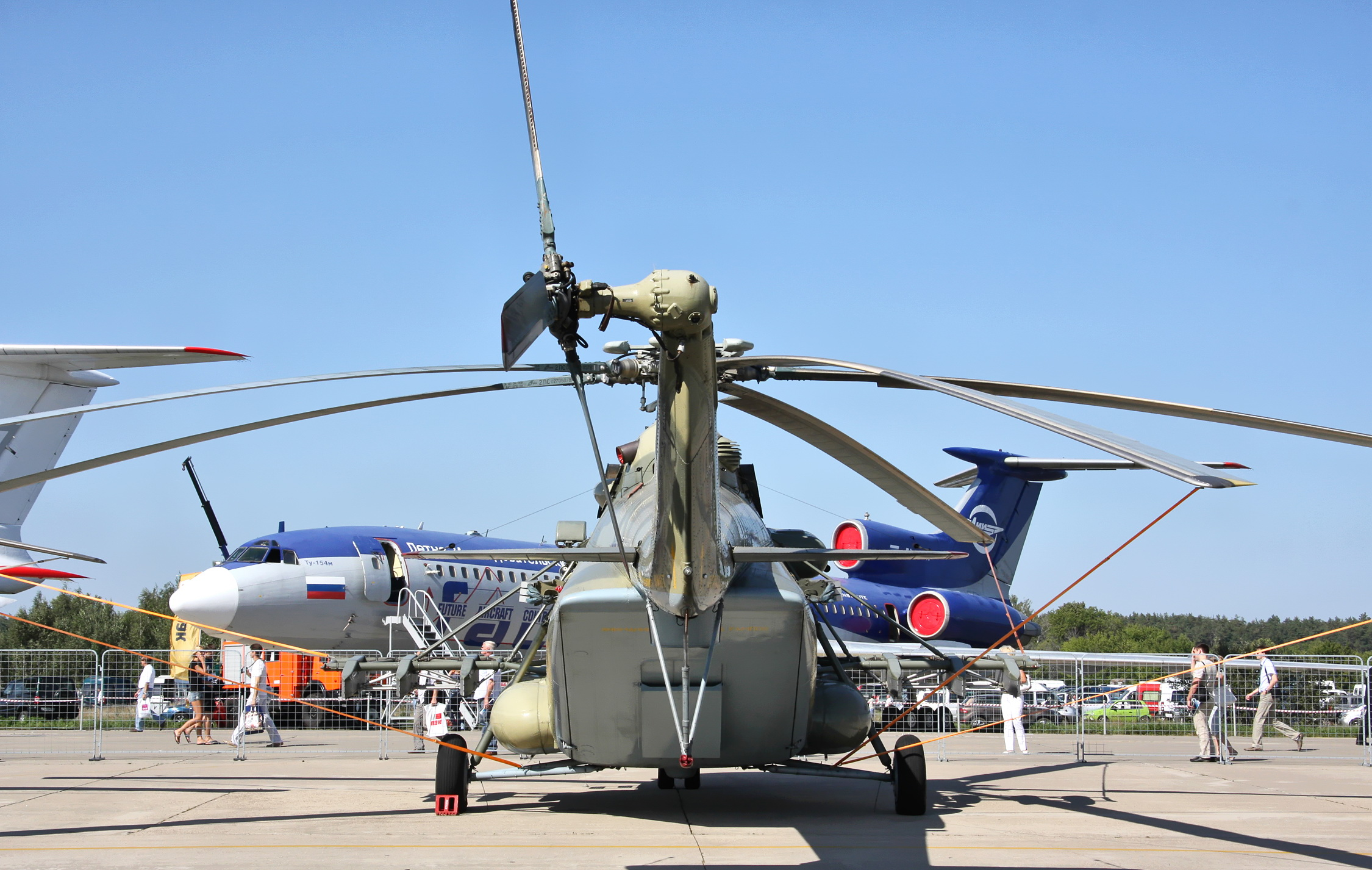
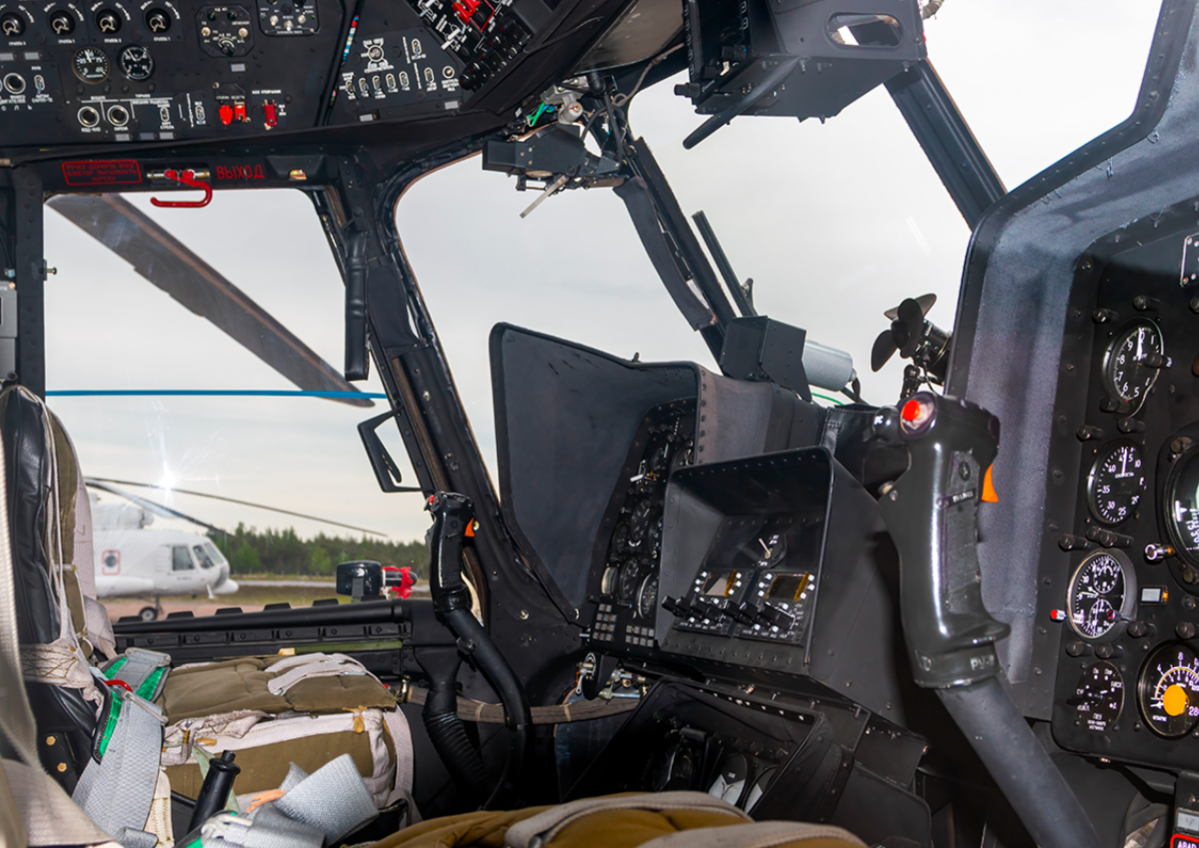
Кабина вертолёта Ми-8